# Ключевский (Кировская область)
 Ключевский  — починок в Шабалинском районе Кировской области. Входит в состав Высокораменского сельского поселения.

## География
Расположен на расстоянии примерно 24 км по прямой на юг-юго-запад от райцентра поселка Ленинского.

## История
Известен с 1939 года, в 1950 42 хозяйства и 133 жителя, в 1989 16 жителей. Работал колхоз «Красный Боец». Ныне имеет дачный характер.

## Население
Постоянное население составляло 5 человек (русские 100%) в 2002 году, 0 в 2010.